# Jef Cornelis
Jef Cornelis (Antwerpen, 10 juni 1941 –  26 september 2018) was een Vlaams-Belgische televisieregisseur die bekendstond om zijn essays over beeldende kunst, architectuur en literatuur.

## Biografie
Jef Cornelis studeerde aan de Nederlandse Filmacademie in Amsterdam. In 1963 ging hij naar de BRT, waar hij zijn hele carrière (tot 1997) doorbracht op de afdeling schone kunsten. Hij produceerde ongeveer 200 korte en lange rapporten, documentaires en essays.
Onder invloed van zijn ervaringen in Nederland en zijn contacten met progressieve intellectuelen was hij op zoek naar kritische benaderingen. In de beeldende kunst, architectuur en literatuur zocht hij kunstenaars die technische en formele innovaties brachten. Zijn favoriete onderwerpen waren Belgisch architectonisch erfgoed, stedenbouw, hedendaagse kunst en sociale en intellectuele geschiedenis.
Hij regisseerde met name documentaires over René Magritte, Marcel Broodthaers, Jan Fabre, kunstgeschiedenis en de Cassel- documenta.
- RKD-Nederlands Instituut voor Kunstgeschiedenis: 339785
- Union List of Artist Names: 500230472
- Virtual International Authority File: 235023768